# 気分屋食堂
『気分屋食堂』（きぶんやしょくどう）とは、エフエム秋田で放送されているラジオ番組。2012年4月6日放送開始。放送時間は毎週金曜 13:30 - 15:50。

## 概要
定食からラーメン、パスタなど、その日の気分で色々なメニューをお届けする食堂のように、週末出かけたくなるような情報からちょっとした小ネタまで、地域の情報を中心に金曜の午後を元気に彩る生放送番組である。
毎週番組オープニングでメッセージテーマを発表、リスナーからテーマに沿ったメールとFAXを募集し、番組内で随時紹介。
「気分屋食堂」という番組名にちなんで、食堂を思わせる設定や演出が番組の随所にある。
番組は秋田市中通一丁目のエリアなかいち・にぎわい交流館AU内のサテライトスタジオ「スタジオなかいち」から公開生放送を行っている（2014年4月より）。番組開始 - 2014年3月はエフエム秋田の本社スタジオから放送していた。
2016年12月2日より、生放送中のスタジオの映像が秋田ケーブルテレビの「CNA12 スポーツ&カルチャー」でも放送されている（「ハナキン桜庭編集部」と同時期に開始）。

## 出演者
- 椎名恵 - 気分屋食堂の店主という設定。
- 石塚公評 - 気分屋食堂の常連客という設定。他の出演者、リスナーからは“イシコウさん”と呼ばれている。
- 真坂はづき - 気分屋食堂の看板娘という設定。主に中継リポートで出演。

## 番組タイムテーブル
- 13:30 - オープニング
  - 毎回、店主（椎名）と常連客（石塚）のコントを1分ほど放送してから番組が始まる。
- 13:40頃 - 天気予報
  - 天気予報は真坂が中継先から伝える。天気予報終了後、真坂の漫才調トークが始まる。
- 13:55 - IMP.のIMPickup（TOKYO FM・JFNC制作、2024年4月1日より）[3]
  - TOBE所属の男性アイドルグループ、IMP.の冠番組。
- 14:00 - 14時台オープニング／キャッスル気分（最終週）
  - 「キャッスル気分」は秋田キャッスルホテルの情報を伝える
- 14:15 - 「JFNラジオショッピング」または「JFNブランニューヒッツ」（JFNC制作、祝日は休止）
- 14:20 - さきがけNews Cafe in 気分屋食堂
  - 秋田魁新報の紙面や出版物、イベント、なかいちにある「さきがけNews cafe」の情報を伝える。
- 14:30頃- イシコウ大明神（2017年4月-）
  - 石塚扮する大明神が、ある一定の条件の人に対するお告げをするミニコーナー。
- 14:32頃 - メッセージ紹介
- 14:40 - 奥サマのミカタ
- 14:50 - くるまのおはなし
- 15:00 - 15時台オープニング
- 15:10頃 - 漫画気分
  - 石塚が気分屋食堂の本棚に入れたい漫画を紹介する。
- 15:25- 東北醤油 旬を食べるマンスリー口福レシピ（第一週）
  - 東北醤油の社員をスタジオに迎え、自社の製品を使ったレシピを紹介する。
- 15:35頃 - メッセージ紹介
- 15:47 - エンディング

### 不定期コーナー
- はづきのまかないコーナー
  - 主に中継が無い週に放送。真坂の進行で、放送日のメッセージテーマに関連した話題を取り上げる。
- 今週のリアル1イシコウ
  - 石塚の体重を生放送中に計測し、体重を食べ物など様々な物何個分に換算して紹介する。2011年4月の番組開始時の石塚の体重120kgを基準に、独自の単位“1イシコウ”が設定されている。
  - スタジオなかいちでの公開生放送になってからは抜き打ちと称して不定期に放送されている。

## 過去に放送されたコーナー
- 24ワクワク気分
  - 14:20に放送。サークルKサンクスの商品・キャンペーン情報を紹介。毎週のコーナー終了後も不定期に商品・キャンペーン情報を伝えている。
- 出前気分（2012年4月 - 2013年3月）
  - 15:25に放送。月替わりで実在するひとつの食堂を取り上げ、メニューを毎週一品ずつ紹介。2013年4月より菓子店の商品を紹介する「おやつ気分」としてリニューアルされた。
- 気分屋ラジオ体操（2014年4月 - 8月）
  - 14:30頃に放送。ラジオ体操のパロディ。日常の様々なシチュエーションをモチーフにした運動を送る。掛け声は工藤敦アナウンサーが担当。
- 国文祭イチオシ情報〜文化を旅する気分〜（2014年8月 - 11月）
  - 15:01に放送。2014年10月4日 - 11月3日にかけて開催された「国民文化祭あきた2014」の耳寄りな情報を伝える[4]。
- おやつ気分
  - 最終週以外の15:25に放送。以前放送されていた「出前気分」のリニューアル版。月替わりで秋田県内にある菓子店にスポットを当て、おすすめのお菓子を毎週一品ずつ紹介していた。
- ご当地の星
  - 毎月最終週の15:25に放送。毎月秋田県内のひとつの市町村にスポットを当て、おすすめポイントを紹介していた。
- コンダテックス（-2017年3月）
  - 14:30頃から放送していたミニコーナー。バンドマンに扮した石塚が、今夜の献立に悩む人のために「献立ックス・ランダムマシーン」で選んだ夕食メニュー（小鉢、スープ、メイン＋ライス）をライブのメンバー紹介風に紹介する。コーナーではCOMPLEXの「BE MY BABY」をもじって石塚が「新米Baby」と歌っていた。
- MY OLYMPIC α
  - JFNC制作番組、2015年10月から2021年9月まで放送していた。
- 吉田麻也のチャレンジ&カバー
  - JFNC制作番組、2022年4月から2023年12月まで放送していた。
- Life Time Audio〜人生のプレイリスト〜
  - JFNC制作番組、2021年10月から2022年3月までと、2024年1月から同年3月までの2度に渡り放送していた。

## コーナーが始まる前のジングル
（2015年12月18日現在）
- 「昼の営業は3時（15時）55分までです。昼しかやってないけどね。気分屋食堂！」（声：不明）
- 「気分屋食堂～！オッケー（小声）」（声：石垣政和）
- 「ウチのコレがコレなんもんで。気分屋食堂！」（声：不明）
- 「ここは俺に任せて先に行け！俺たちまた会えるよな！ああ、気分屋食堂でな！うぁー！」（声：不明）
- 「おすすめは店主のナイストーク。気分屋食堂。」（声：岸部有三）
- 「気分屋食堂番組リスナー一行は、1時（13時）台の番組を聞き終え、全員元気に2時（14時）台の番組を聞いています。ご安心ください。」（声：元秋田テレビアナウンサー・塩田耕一）
- 「今度二人で食事でもしませんか？気分屋食堂で。」(声：不明）
- 「行けたら行く、の信頼度は19％。気分屋食堂！」（声:不明）
- 「ああ、もうお腹一杯。もう入らない。って言いつつ本当はまだ入るし。帰ったらパン食べるし。気分屋食堂だし。」（声：不明）
- 「気分屋食堂番組リスナー一行は、2時（14時）台の番組を聞き終え、仕事に戻る予定でしたが、予定を変更し引き継き番組を楽しんでいます。ご安心ください。」（声：元秋田テレビアナウンサー・塩田耕一）
- 「金曜のお昼は絶対に気分屋食堂！絶対にだ！」（声：不明）

## 備考
- 当番組の番組宣伝は「番組宣伝隊バンセンジャー」なるキャラクターが2012年7月より担当している。毎回番組名と放送時間を告知する以外は、雑学を披露したり番組出演者のちょっとした情報[5]を伝えている。
  - 過去にはバンセンジャーがメインパーソナリティーとして出演した特別番組[6]が放送されたほか、気分屋食堂以外の特別番組内で活躍したこともある。
- 2014年1月3日、2015年1月2日は年末年始のため放送休止となった。いずれも休止となった時間帯にはJFN制作の特別番組を放送（14時台の「奥サマのミカタ」・「ハイ!カローラおばこです」は通常どおり放送）。
- 2014年8月15日の放送は、秋田市楢山のイオン秋田中央店の特設ブースから公開生放送を行った（番組内では食堂の「出張営業」とも紹介していた）。なお、椎名と真坂は同日夕方に同じ場所で公開生放送を行ったハナキン桜庭編集部にも出演した。